# Факультет початкової освіти та мистецтва Дрогобицького державного педагогічного університету імені Івана Франка
Факультет початкової освіти та мистецтва, ФПОМ — структурний підрозділ Дрогобицького державного педагогічного університету імені Івана Франка. Створений шляхом об’єднання Навчально-наукового інституту музичного мистецтва та Факультету початкової та мистецької освіти.

## Історія
У 2022 році Навчально-науковий інститут музичного мистецтва та Факультет початкової та мистецької освіти об’єднали в Факультет початкової освіти та мистецтва.

## Структура

### Спеціальності
- 013 «Початкова освіта (англійська мова)»
- 013 «Початкова освіта (інформатика)»
- 014 «Середня освіта (музичне мистецтво)»
- 023 «Образотворче мистецтво, декоративне мистецтво, реставрація»
- 024 «Хореографія»
- 025 «Музичне мистецтво»

### Кафедри
- Кафедра педагогіки та методики початкової освіти
- Кафедра фундаментальних дисциплін початкової освіти
- Кафедра вокально-хорового, хореографічного та образотворчого мистецтва
- Кафедра музично-теоретичних дисциплін та інструментальної підготовки

### Лабораторії
- Навчально-наукова лабораторія сучасної початкової освіти
- Навчально-наукова лабораторія мистецької освіти

## Журнал «Проблеми початкової освіти та мистецтва»
«Проблеми початкової освіти та мистецтва» — це науковий журнал факультету, який виходить щорічно з 2023 року українською та англійською мовами.